# Боряна
Боря́на (болг. Боряна) — село у Варненській області Болгарії. Входить до складу общини Дилгопол.

## Населення
За даними перепису населення 2011 року у селі проживали 294 особи.
Національний склад населення села:
| Національність   | Кількість осіб | Відсоток |
| ---------------- | -------------- | -------- |
| болгари          | 226            | 98,3%    |
| турки            | 3              | 1,3%     |
| цигани           | 0              | 0%       |
| Всього відповіли | 230            |          |

Розподіл населення за віком у 2011 році:
Динаміка населення: